# Instinct (série télévisée, 2016)
Pour les articles homonymes, voir Instinct (homonymie).
Ne doit pas être confondu avec Instinct (série télévisée, 2018).
Instinct est une série télévisée policière française en deux épisodes de 52 minutes, produite par Jean-Luc Azoulay et JLA Productions, créée par Richard Berkowitz, Franck Ollivier et Nicolas Douay, et diffusée le 2 janvier 2016 sur RTS Un (Suisse), le 4 janvier 2016 sur La Deux (Belgique) et le 7 janvier 2016 sur TF1 (France).

## Synopsis
Thomas et Mathieu Kowalski sont frères jumeaux. Le jour où le premier demande à l'autre de le remplacer pendant quelques jours, Mathieu accepte mais Thomas est capitaine dans la police judiciaire… et Mathieu est joueur de Poker. Arrivera-t-il à donner le change ?

## Distribution
- Olivier Sitruk : Mathieu Kowalski / Capitaine Thomas Kowalski
- Charlie Nune : Lieutenant Sybille Paoli
- Léa Bosco : Mathilde, l'ex-femme de Thomas
- Guillaume Denaiffe : Dantec
- Alex Fondja : Victor
- Micky Sébastian : Commissaire Leroy
- Corto Paroux : Lucas Kowalski, le fils de Thomas
- Ariane Aggiage : La légiste

## Épisodes

### Épisode 1:L'Échange[2]
- 2 janvier 2016 sur RTS Un
- 4 janvier 2016 sur La Deux
- 7 janvier 2016 sur TF1

- Dounia Coesens : Louise Lemaître
- Moïse Santamaria : Jean-Philippe Martin
- Camille Claris : La jeune mariée
- Julien Vital : Le jeune marié, joueur de poker
- Patricia Malvoisin : Christine Marcoux, la psy

### Épisode 2:Le Secret de Julia[4]
- 2 janvier 2016 sur RTS Un
- 4 janvier 2016 sur La Deux
- 7 janvier 2016 sur TF1

- Fabrice Deville : Cyril Demaison
- Léo Legrand : Nathan Demaison
- Michel Scotto di Carlo : Denis Foucault
- Marie Piton : Adeline Foucault
- Jade Pradin : Noémie Foucault
- Vinnie Dargaud : Max Russo
- Vincent Aguesse : Le patron du bar
- Barbara Grau : Michèle Stevens
- Noémie Stevens : Julia Stevens